# Prokletije
Prokletije (în sârbă Проклетије; în albaneză Bjeshkët e Nemuna; ambele denumiri traduse ca „munți blestemați”), de asemenea, cunoscut sub numele de Alpii Albanezi (Alpet Shqiptare) și Munții Blestemați, este un lanț muntos din vestul Peninsulei Balcanice, care se întinde din nordul Albaniei spre Kosovo și în estul Muntenegrului. Vârful său din Albania, Maja Jezerce de 2.694 de metri, este cel mai înalt punct al lanțului muntos, al doilea cel mai înalt vârf din Albania după Korab și cel mai înalt vârf din toți Alpii Dinarici.
Atât vârful cel mai înalt din Muntenegru, Zla Kolata de  2.534 de metri (care se află parțial și în Albania) cât și vârful cel mai înalt din Kosovo, Đeravica de 2.656 de metri, se află în Munții Prokletije. În schimb, cel mai înalt vârf din Albania nu este Zla Kolata, ci Golem Korab, care face parte din lanțul montan Korab și care o înălțime de 2.764 de metri și se află în estul țării, la granița cu Macedonia de Nord (făcându-l și cel mai înalt punct al Macedoniei de Nord).
Unul dintre cei mai sudici ghețari din Europa a fost descoperit în partea albaneză a lanțului muntos Prokletije în 2009. Economia regională se bazează în principal pe agricultură, transferuri de bani ale diasporei și turism.

## Nume
Ptolemeu a menționat Mons Bertiscus, care a fost conectat la Prokletije. Bertiscae este numele științific pentru speciile endemice care au locus clasic în acești munți, cum ar fi Valeriana bertiscae, Crepis bertiscae și Iris bertiscae.
Prokletije în sârbo-croată și  Bjeshkët e Namuna în albaneză se traduce ca „(munții) blestemați” sau „afurisiți”, probabil pentru că sunt considerați ca fiind insurmontabili și sălbatici. În albaneză, un alt nume pentru zona montană este Alpet Shqiptare, adică „Alpii Albanezi”.

## Localizare și relief

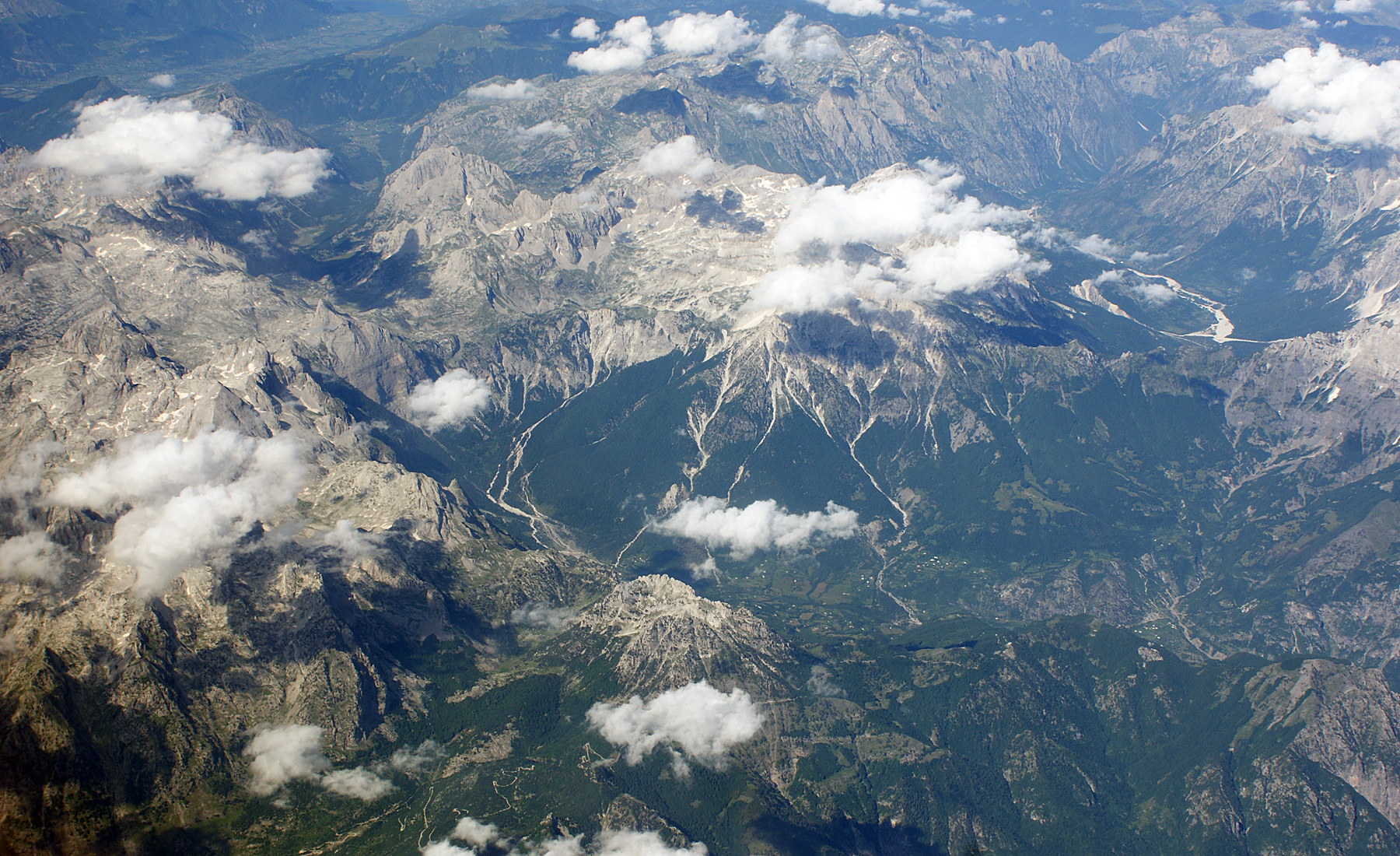
Imagine a zonei din aer

Munții Prokletije, partea cea mai sudică a Alpilor Dinarici, se întind mai mult de 65 de kilometri de la Lacul Skadar de-a lungul frontierei muntenegreano-albaneză în sud-vest și spre Kosovo în nord-est. Aceste puncte sunt la 42°45' și 42°15' N în zona mediteraneană a vestului Peninsulei Balcanice. Limita sudică a lanțului montan Prokletije se află la râul Drin și afluentul său Valbona. Într-un sens mai larg, Prokletije include și lanțurile montane dinspre Mitrovica, cu masivele Hajla și Mokra Gora. Unii autori, totuși, consideră râul Lim ca granița nordică a lanțului Prokletije în termeni geologici.
De la lacul Scutari (sau Skadar), munții se întind spre nord-est de-a lungul râului Cijevna (sau Cem), apoi se înclină ușor spre est în direcția muntelui Đeravica deasupra bazinului Metohija (450m) din Kosovo. De aici, Prokletije se întoarce spre nord către zona masivului Bogićevića și trecătoarea Čakor și continuă cu un alt rând de munți. Prokletije se termină în zona de vale a râului Ibar lângă orașul Kosovska Mitrovica, imediat după masivul Suva Planina (1750 m) care înconjoară bazinul Metohija din nord și nord-vest.
Prokletije este divers din punct de vedere etnografic și sociologic datorită numeroaselor triburi care trăiesc în regiune ca păstori de oi. Numele diferitelor triburi albaneze (Hoti, Gruda, Kelmendi, Kastrati, Dukagjini, Shkreli, Shala, Nikaj, Krasniqi, Gashi și Rugova) se referă la locurile geografice ale acestora.

## Geologie

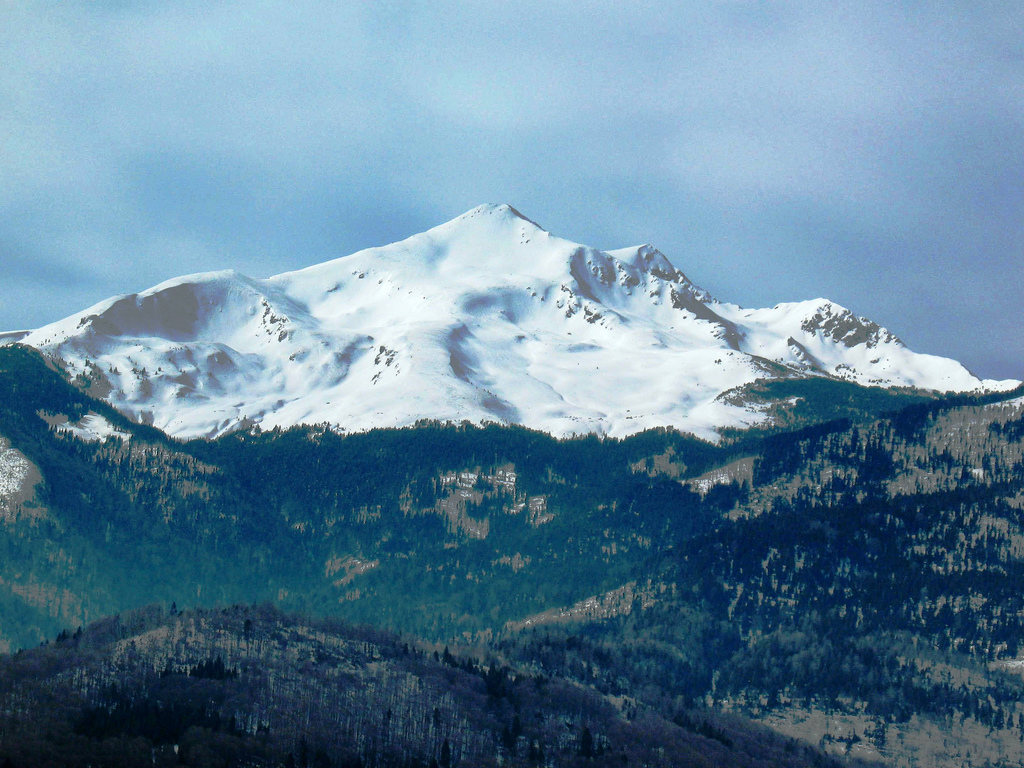
Đeravica, fața estică

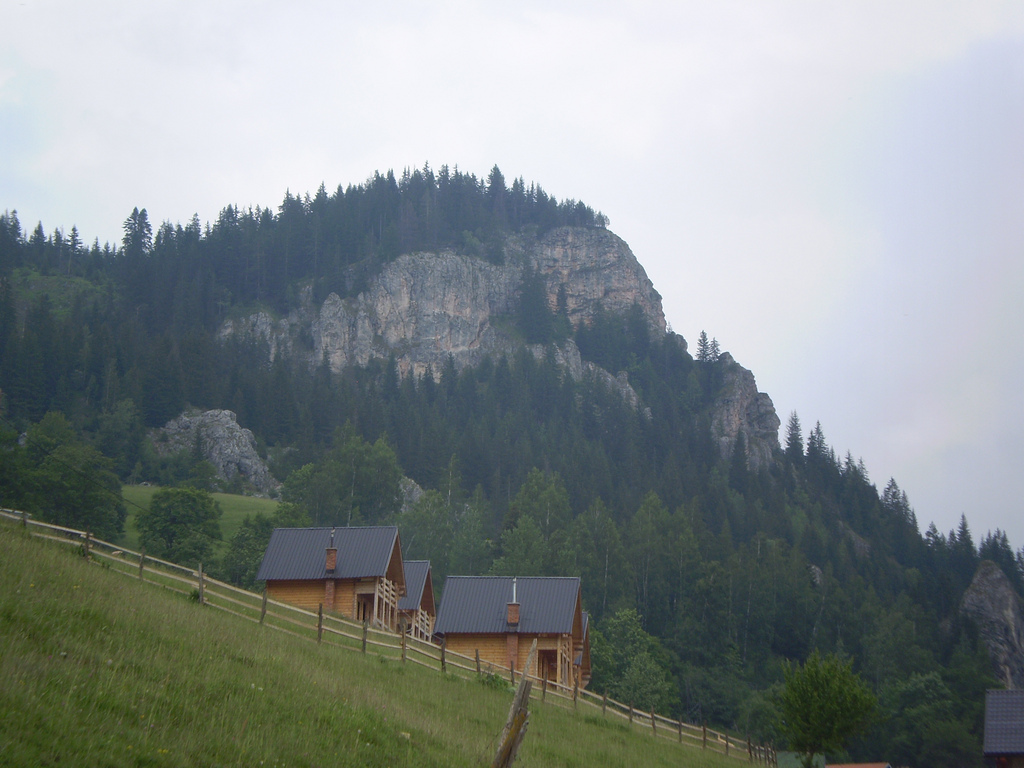
Stațiune de schi la Bogè

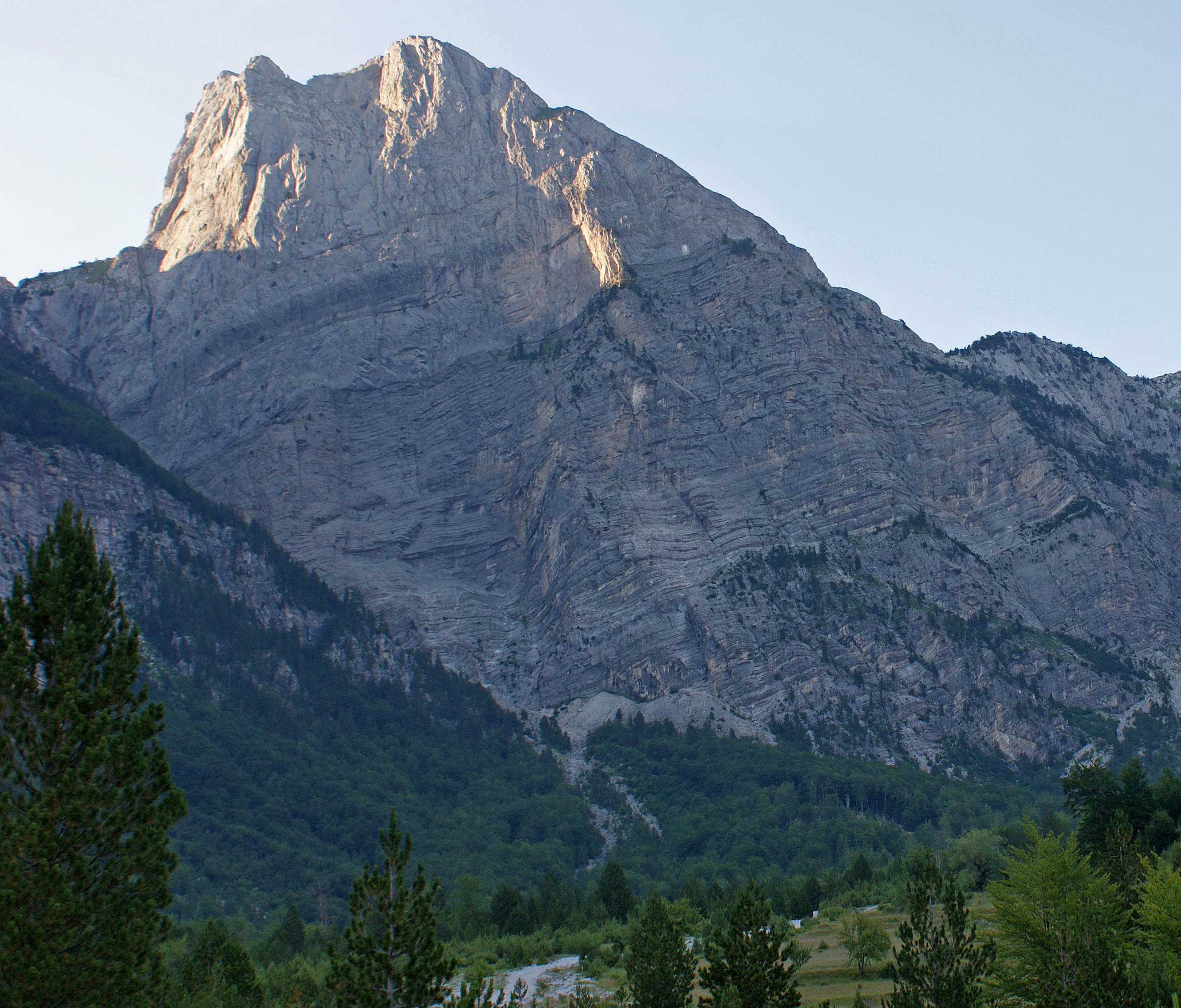
Maja Harapit - Fața de perete de 1000 m, văzută dinspre Thethi

Prokletijele este un sub-lanț montan de 1.000 kilometri (621 mi)lungime al Alpilor Dinarici. Prokletije este o zonă tipică munților înalți, cu o topografie pronunțată abruptă și caracteristici glaciare. Pe văile Valbona, Grbaja și Ropojani și Cijevna se găsesc diferențe maxime de relief de 1800 de metri. Pereții și crestăturile care formează vârfuri ascuțite sunt tipice pentru masivii Prokletije vestici și centrali. Munții estici sunt mai puțin robuști, cu relief mai scăzut. Văile prezintă efecte caracteristice ale glaciațiunii pleistocenului. Cea mai mare parte a zonei a fost modificată prin activități glaciare cu zone carstice în partea de vest.
Lanțul montan a fost format prin cutarea rezultată din coliziunea plăcilor africane și euroasiatice. Nicăieri în Balcani ghețarii nu au lăsat atât de multe dovezi ale eroziunii. După Alpi, acești munți prezintă cele mai multe urme ale glaciațiunii din Europa, la sud de calota glaciară scandinavă. Munții au pante foarte abrupte de calcar, cu caracteristici carstice abundente. Prokletije este un lanț montan întins, robust, fără poteci. Este unul din rarele lanțuri muntoase din Europa care nu a fost explorat în întregime.
În unele zone, Prokletije este aproape paralel cu Munții Šar din Macedonia de Nord, Albania și Kosovo. Prăbușirea tectonică a produs forma neobișnuită în zigzag a lanțului Prokletije și, de asemenea, curbarea lor din direcția dominantă Dinaric nord-vest-sud-est spre nord-est. În partea vestică și centrală a zonei, compoziția munților este în principal uniformă cu calcar mezozoic și roci dolomitice din perioadele geologice Jurasic și Cretacic. În estul lanțului Prokletije, pe lângă seria de calcar și dolomit, există roci din perioadele Paleozoic și Triasicul târziu, roci vulcanice medii triasice și roci metamorfice jurasice.
Kalktafel din Prokletije este tăiat profund cu văi într-o varietate de blocuri de rocă din munții de la nord de Pērroi i Thatë, Biga e Gimajive la sud, blocul Jezerca dintre valea Shala și Valbona, masivul Maja și Hekurave, platoul Maja e Kolats la nord de Valbona și Shkëlzen la nord-est de Valbona. Văile au fost formate de ghețari în timpul glaciațiunii, ghețari care au creat pereți abrupți și prăpăstii de până la 1000 de metri adâncime. Zidul sudic al Maja Harapit are o înălțime de 800 de metri, făcându-l cel mai înalt vârf de stâncă din Peninsula Balcanică.

### Masive
Prokletije este format din multe secțiuni mari de masive/grupuri montane, toate legate între ele. Aceste masive includ grupul Popluks cu o înălțime de 2.694 m, grupul Shkurt cu o înălțime de 2.554 m, grupul Radohims cu 2.570 m, Zaborës e Krasniçës cu 2.625 m, grupul Bjelic cu 2.556 m, grupul Karanfili-Brada cu 2.554 m, grupul Rabës cu 2.232 m, grupul Ershellit cu 2.066 m, grupul Kakinjes cu 2.359 m, grupul Shkëlzen cu 2.407 m, grupul Bogićevica cu 2.533 m, grupul Horolac cu 2.199 m, grupul Kershi Kocaj cu 2.399 m, grupul Maja e Zezë cu 2.400 m, grupul Lumbardhit cu 2.522 m, grupul Kopranik cu 2.460 m, grupul Strellc cu 2.377 m, grupul Đeravica cu 2.656 m, grupul Junik cu 2.296 m, grupul Starac-Qokorr cu 2.426 m, grupul Hajla cu 2.403 m, grupul Stedim-Ahmica cu 2.272 m, grupul Zleb-Rusulija cu 2.382 m, grupul Mokna cu 2,155 m și grupul Suva Planina cu o înălțime de 1.750 m.

### Defileuri și văi

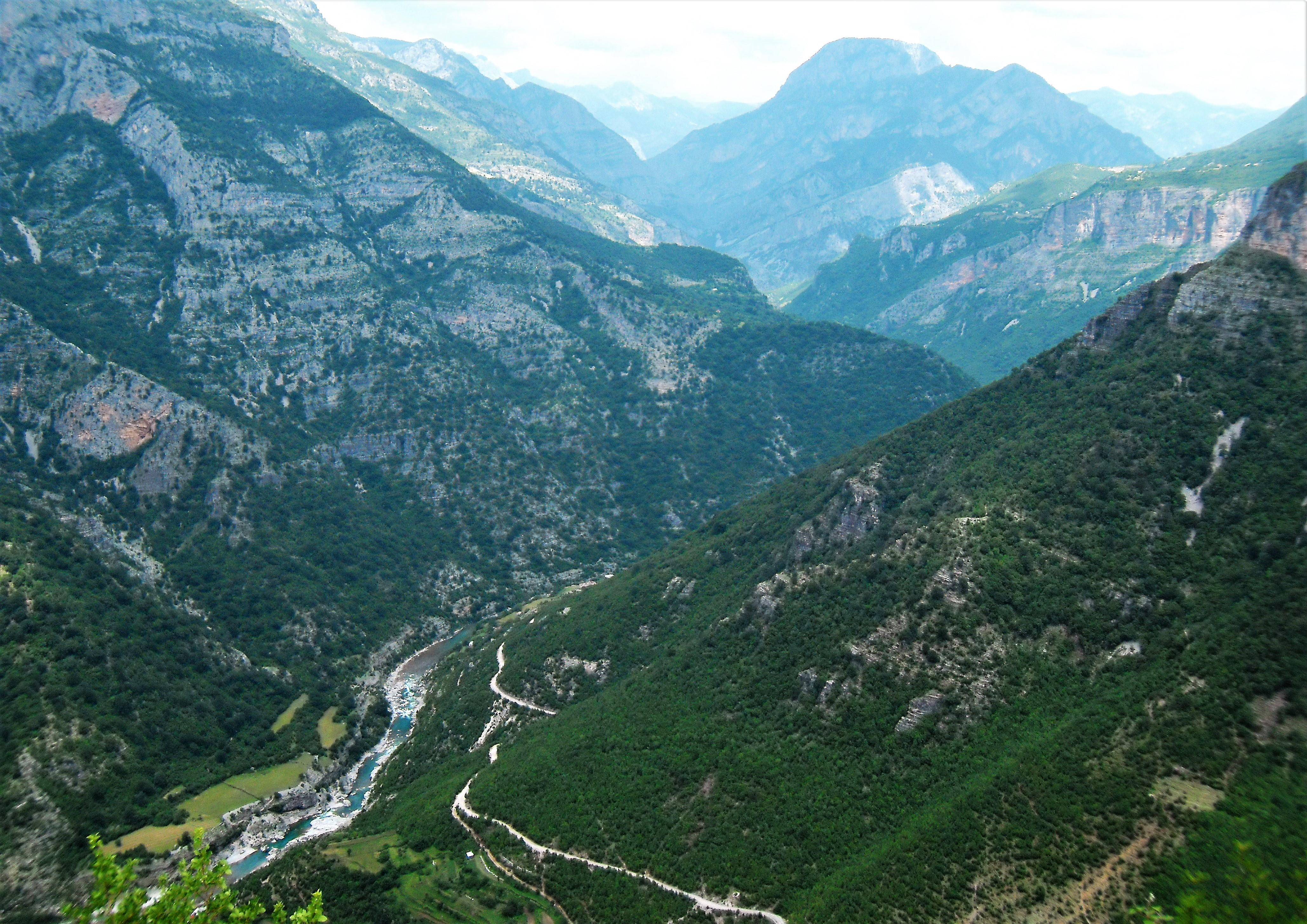
Tamara Gorge în Albania

Eroziunea munților Prokletije provocată de către ghețari a lăsat în urmă mai multe caracteristici naturale. Defileurile adânci ale râurilor și văile plate se învârt în jurul crestelor munților. Cel mai mare și mai popular defileu este Defileul Rugova. Acesta este situat în Kosovo și este lung de 25 kilometri de la granița cu Muntenegru până la orașul Peć și are o adâncime de 1.000 metri. Are pante verticale foarte abrupte pe ambele părți.
Văile comune de la altitudini mai joase se găsesc și la nivelul alpin, creând trecători montane și jgheaburi. Cea mai cunoscută vale care se află la înălțime în munți este Buni Jezerce din Albania. Buni Jezerce înseamnă „Valea Lacurilor” și conține șase lacuri glaciare mici, cel mai mare fiind numit Lacul Mare din Buni Jezerce.
Defileuri în Prokletije
- Defileul Rugova
- Defileul Decan
- Defileul Gashi
- Defileul Cemi

Văile din Prokletije
- Valea Vermosh
- Valea Valbona
- Valea Thethi
- Valea Ropojona
- Valea Gerbja
- Buni Jezerce
- Valea Cemi i Nikçit

## Râuri și lacuri

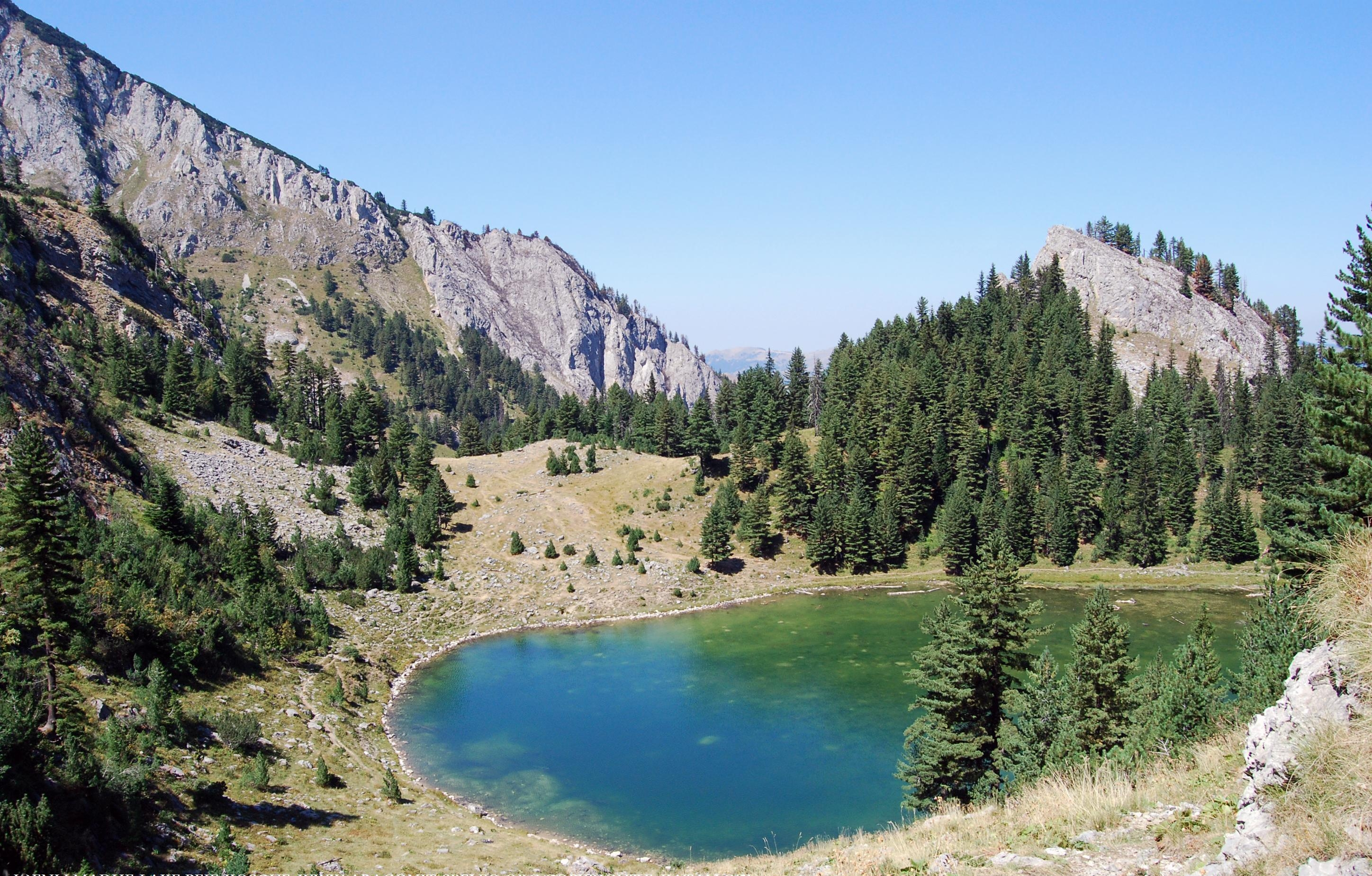
Lacul Leqinat

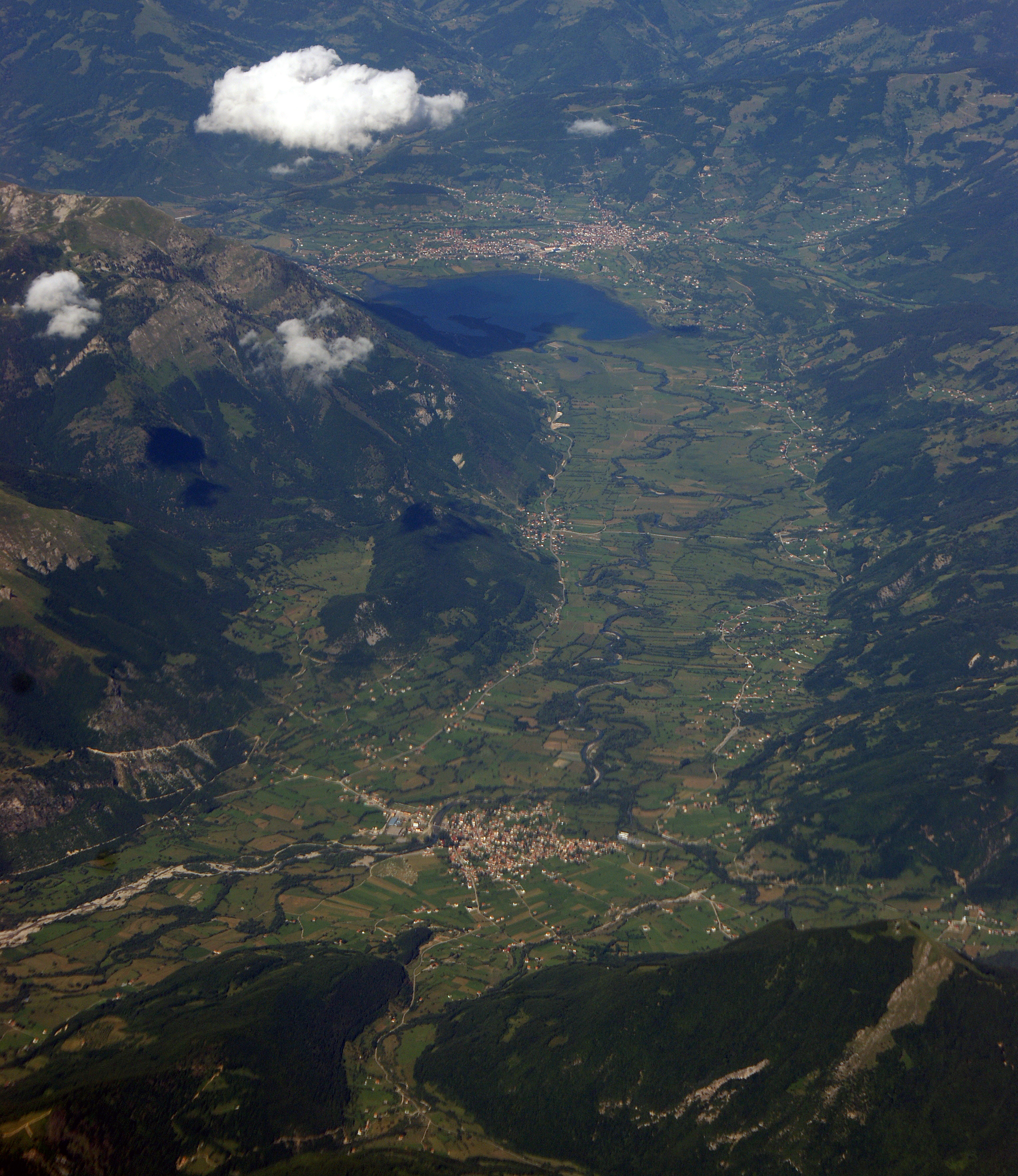
Lacul Plav

Lanțul montan Prokletije include multe dintre râurile importante din partea sud-estică a Balcanilor de Vest. Râurile din acest lanț se încadrează aproximativ în două categorii principale, cele care se varsă în Lim și cele care curg în Drinul Alb și se întâlnesc cu Drinul Negru în aval, la confluența râului Drin. Pantetele sudice și estice ale Prokletije intră în această categorie.
Râurile Tara și Lim, două mari surse ale sistemului fluvial dinaric, provin de la granițele nordice ale lanțului muntos Prokletijei. Vërmosh provine din partea montană nord-vestică din Muntenegru, aproape de granița cu Albania. Ca afluent al Drinei, se scurge în Dunăre și apoi în Marea Neagră. Lim trece prin Lacul Plav. Ibar, care izvorăște de pe versanții muntelui Hajla, are un traseu similar spre Dunăre prin râul Morava vestică (Zapadna Morava)  din Serbia.
În Prokletije din sud, râul Drin domină. Acesta, măsurat de la izvorul râului Drinului Alb din Radavc până la gura râului Drin lângă Lezha, este de 335 km lungime. Cu toate acestea, nu toți afluenții râului Drin curg aproape sau paralel cu Prokletije. Un afluent este Valbona, care se varsă în Marea Adriatică și afluentul său estic, râul Gashi. La vest de Prokletije se află Cijevna, care curge în partea nord-vestică a zonei de frontieră dintre Muntenegru și Abania spre Marea Adriatică. Nivelul apei fluctuează datorită secetei carstice hidrologice din Prokletije. Unele râuri sau cursuri, cum ar fi Përroi i Thatë în Albania, s-au uscat complet în timpul secetelor de vară. Deși râul Pec Bistrica din Kosovo este scurt (62 de kilometri), este foarte puternic și a format Defileul Rugova.
În Prokletije există aproximativ 20 de lacuri alpine de origine glaciară. Multe lacuri se găsesc în zona de frontieră Bogićevica dintre Kosovo și Albania și în Buni i Jezercë, în apropierea vârfurilor Jezerca și Bojs. Unele lacuri, cum ar fi Lacul Liqeni i Leqinatit din Kosovo și Lacul Hrid din Muntenegru, au devenit atracții turistice datorită locurilor și peisajului lor.
Lacul Hrid este un exemplu clar de relief bine păstrat. În perioada Pleistocenului (acum 1,80-0,01 milioane de ani), aceasta a fost o zonă de colectare a gheții care a căzut peste stânca din vârfurile înconjurătoare, trăgând cu ea materiale eterogene. Precipitațiile au spălat rocile mai mici, dar cele mai mari au rămas pe malul lacului de sud-vest și de vest. Lacul are o lungime de 295 de metri, o lățime de 110 metri și o adâncime medie de aproximativ 5 metri. Pe lângă precipitații, primește apă din izvoare apropiate de țărmuri.
Cel mai mare lac este Lacul Plav din Muntenegru. Lacul se află la o altitudine de 906 de metri deasupra nivelului mării, în valea Plavului, amplasat între lanțul Prokletije și muntele Visitor. Suprafața lacului Plav este de 1,99 kilometri pătrați și se extinde spre nord-sud pentru aproximativ 2.160 de metri.
Cascadele sunt, de asemenea, întâlnite în unele părți ale lanțului muntos. Cascada Drinul Alb (Ujëvara e Drinit të Bardhë) din Kosovo atinge o înălțime de 25 metri. Deoarece nu este departe de orașul Peć, este ușor accesibilă și vizitată de mulți turiști. Cascada Grunas din Albania are are 30 metri înălțime și se află în Parcul Național Thethi. Izvoarele naturale Ali Pașa din Muntenegru, în apropiere de orașul Gusinje, reprezintă atracția principală a acestui  pentru oraș.

## Cele mai înalte vârfuri
Vârfuri peste 2.600 metri (8.530 ft)
- Maja Jezercë (2.694 metri (8.839 ft); în Albania)
- Đeravica / Gjeravica ( 2.656 metri (8.714 ft); în Kosovo)
- Maja Grykat e Hapéta ( 2.625 metri (8.612 ft); în Albania)

Vârfuri peste 2.500 metri (8.202 ft)
- Maja e Radohimës (2.570 metri (8.432 ft); în Albania)
- Maja e Popljuces (2.569 metri (8.428 ft); în Albania)
- Maja Briaset (2.567 metri (8.422 ft); în Albania)
- Maja e Hekurave (2.561 metri (8.402 ft); în Albania)
- Rodi e Kollatës (2.556 metri (8.386 ft); în Albania)
- Maja e Shënikut (2.554 metri (8.379 ft); în Albania)
- Maja Tat (2.543 metri (8.343 ft); în Albania)
- Gusan (2.539 metri (8.330 ft); în Albania & Kosovo)
- Zla Kolata/Kollata e Keqe (2.534 metri (8.314 ft); în Albania & Muntenegru)
- Marijaš/Marijash (2.533 metri (8.310 ft); în Kosovo)
- Dobra Kolata/Kolata e Mirë (2.524 metri (8.281 ft); în Albania & Muntenegru)
- Rosni Vrh/Maja e Rosit (2.524 metri (8.281 ft); în Muntenegru)
- Žuti kamen/Guri i Kuq (2.522 metri (8.274 ft); în Kosovo)
- Maja Visens (2.517 metri (8.258 ft); în Albania)
- Maja Kokervhake (2.508 metri (8.228 ft); în Albania)
- Rops/Maja e Ropës (2.502 metri (8.209 ft); în Kosovo)

Vârfuri peste 2.400 metri (7.874 ft)
- Maja Shkurt (2.499 metri (8.199 ft); în Albania)
- Maja Reshkullit (2.496 metri (8.189 ft); în Albania)
- Maja e Malësores (2.490 metri (8.169 ft); în Albania)
- Karanfili (Veliki Vrh, Kremeni Vrh, Maja Gurt e Zjarmit) (2.490 metri (8.169 ft); în Muntenegru)[15]
- Maja e Ragamit (2.472 metri (8.110 ft); în Albania)
- Maja Bojs (2.461 metri (8.074 ft); în Albania)
- Koprivnik/Kopranik (2.460 metri (8.071 ft); în Kosovo)
- Maja Vukoces (2.450 metri (8.038 ft); în Albania)
- Veternik (2.410 metri (7.907 ft); în Albania)
- Shkëlzen (2.407 metri (7.897 ft); în Albania)
- Maja e Thatë (2.406 metri (7.894 ft); în Albania)
- Pasji Peak (2.405 metri (7.890 ft); în Kosovo & Muntenegru)
- Maja Bogiçaj (2.404 metri (7.887 ft); în Albania & Kosovo)
- Hajla (2.403 metri (7.884 ft); în Kosovo & Muntenegru)

Vârfuri sub 2.400 metri (7.874 ft)
- Rusulija   (2.382 metri (7.815 ft))
- Streoc   (2.377 metri (7.799 ft))
- Tromeđa   (2.366 metri (7.762 ft))
- Žljeb   (2.365 metri (7.759 ft))
- Maja e Kakisë   (2.360 metri (7.743 ft))
- Liqenat   (2.341 metri (7.680 ft))
- Rrasa e Zogut   (2.305 metri (7.562 ft))
- Hajla e Vëranocit   (2.281 metri (7.484 ft))
- Junik   (2.280 metri (7.480 ft))
- Maja Stogut   (2.246 metri (7.369 ft); în Albania)
- Maja e Elbunit   (2.231 metri (7.320 ft))
- Mali i Deçanit   (2.200 metri (7.218 ft))
- Maja Harapit   (2.218 metri (7.277 ft))
- Maja Trojan   (2.190 metri (7.185 ft))
- Pogled   (2.155 metri (7.070 ft))
- Maja Dramadol   (2.120 metri (6.955 ft))
- Beleg   (2.102 metri (6.896 ft))
- Maja e Ershellit   (2.067 metri (6.781 ft))
- Maja e Vjelakut   (2.014 metri (6.608 ft))
- Hajla e Shkrelit   (2.011 metri (6.598 ft))
- Maja e Madhe   (2.011 metri (6.598 ft))
- Maja e Grebenit   (1.864 metri (6.115 ft))
- Lice Mountain    (1.799 metri (5.902 ft))
- Maja e Veleçikut   (1.725 metri (5.659 ft))

## Climat
Prokletije este, în ansamblu, cea mai umedă zonă a Europei. La cote mai înalte, zăpada se găsește chiar și vara, cu excepția anilor foarte uscați. În timpul iernii, unele sate din partea albaneză a lanțului muntos Prokletije sunt complet tăiate din restul lumii timp de luni datorită zăpezii foarte mari.

### Glaciație
Astăzi (aproximativ în jurul anului 2015) pe pantele nordice umbroase ale lanțului muntos Prokletije există cel puțin cinci ghețari activi care s-au format probabil în timpul holocenului târziu, iar unii ghețari inactivi au între 1.980 și 2.420 de metri înălțime. Văile din Ropojani, Grbaja și Valbona au fost sculptate de miile de ghețari din timpul ultimei glaciațiuni. Arhitectura geomorfologică detaliată a fost utilizată pentru a reconstrui pozițiile și mărimile foștilor ghețari. Cel mai lung ghețar din Ropojana a avut o lungime de 12,5 kilometri și o suprafață de 20 km2; printre alți ghețari se numără ghețarul Valbona cu o lungime de 9,5 kilometri și o suprafață de 10,5 km2, ghețarul Grbaja cu o lungime de 5 kilometri și o suprafață de 6,7 km2 și ghețarul Bogićevića cu o lungime de 6 kilometri și o suprafață de 6,9 km2. În plus, aproximativ 20 de lacuri de origine glaciară sunt descrise mai sus, printre care grupul lacului Buni i Jezerce, în partea de nord a lacului Jezerca, Lacul Ridsko, Lacul Bukumisko și Lacul Rikavacko. 
 Un raport recent al geografilor de la Universitatea din Manchester a detaliat descoperirea a patru ghețari necunoscuți anterior în partea albaneză a lanțului Prokletije la 1980–2100 m înălțime, într-o zonă aproape de Maja e Jezerces. Ghețarii, cel mai mare dintre ei are în prezent mărimea a șase terenuri de fotbal, variază în fiecare an în funcție de cantitatea de zăpadă de iarnă și de temperaturile din vara următoare. Suprafața totală medie a acestora este de 5 hectare. Modelul de simulare a glaciațiunii sugerează că acești ghețari necesită o acumulare anuală între 4137 și 5531 de milimetri (echivalentul precipitațiilor) pentru a echilibra topirea, care ar fi între 49,7 - 66,4 metri de zăpadă. O proporție semnificativă a acestei acumulări este probabil să provină din zăpada produsă de vânt și, în special, din avalanșele de zăpadă. Se estimează că acumularea totală necesară pentru echilibrarea topirii este potențial până la dublul cantității acumulate din precipitațiile directe. Prezența acestor ghețari, cei mai sudici din Europa, la altitudini mult sub linia regională a zăpezii subliniază importanța cercetărilor locale privind dezvoltarea unui ghețar. Geografii cred că cel puțin opt ghețari erau prezenți în munții vecini în timpul secolului al XIX-lea, în corelație cu momentul culminant al micii ere glaciare din Alpii europeni.

## Flora

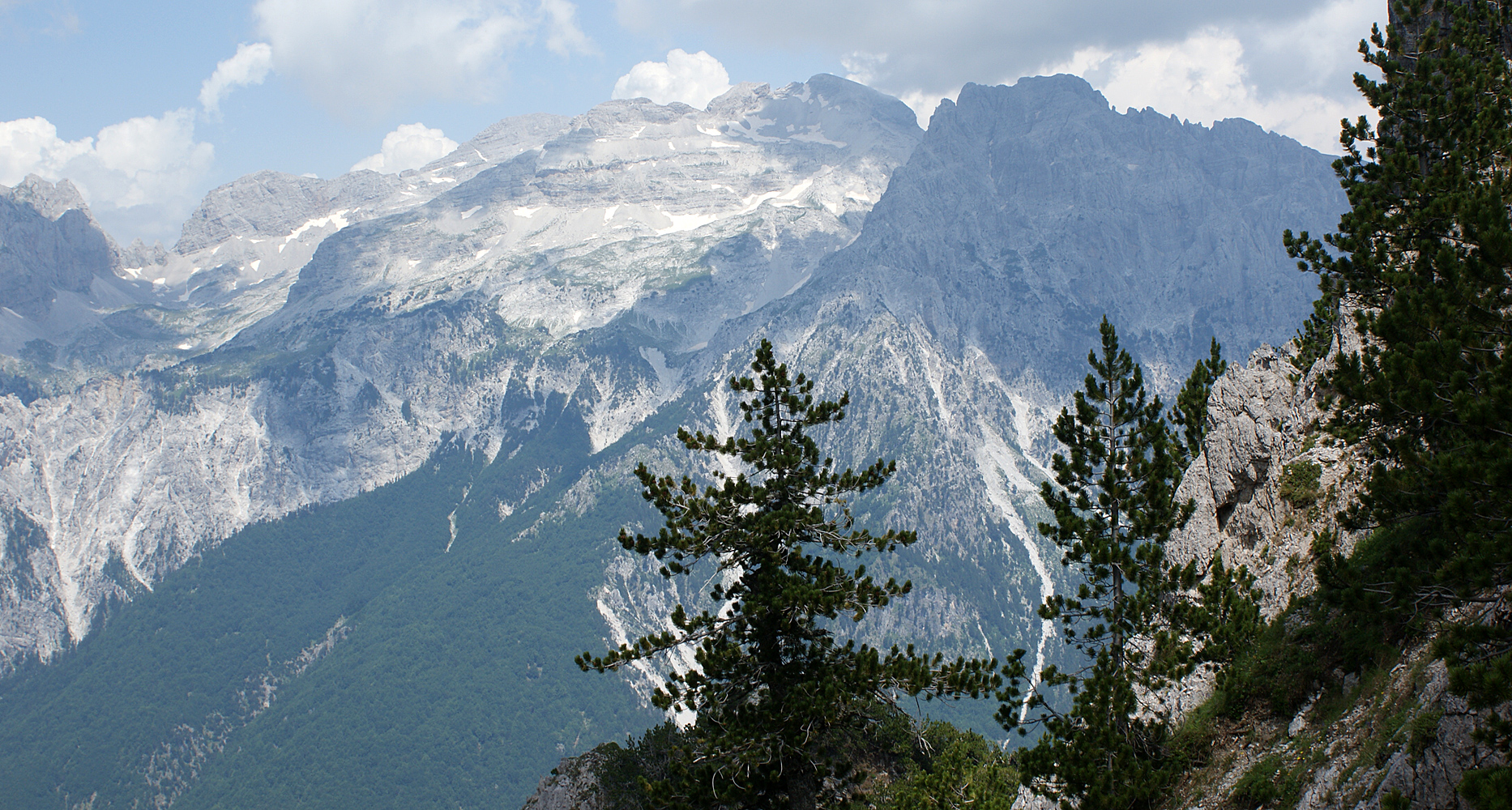
Pinus heldreichii în fața vârfurilor Popluks și Jezerca.

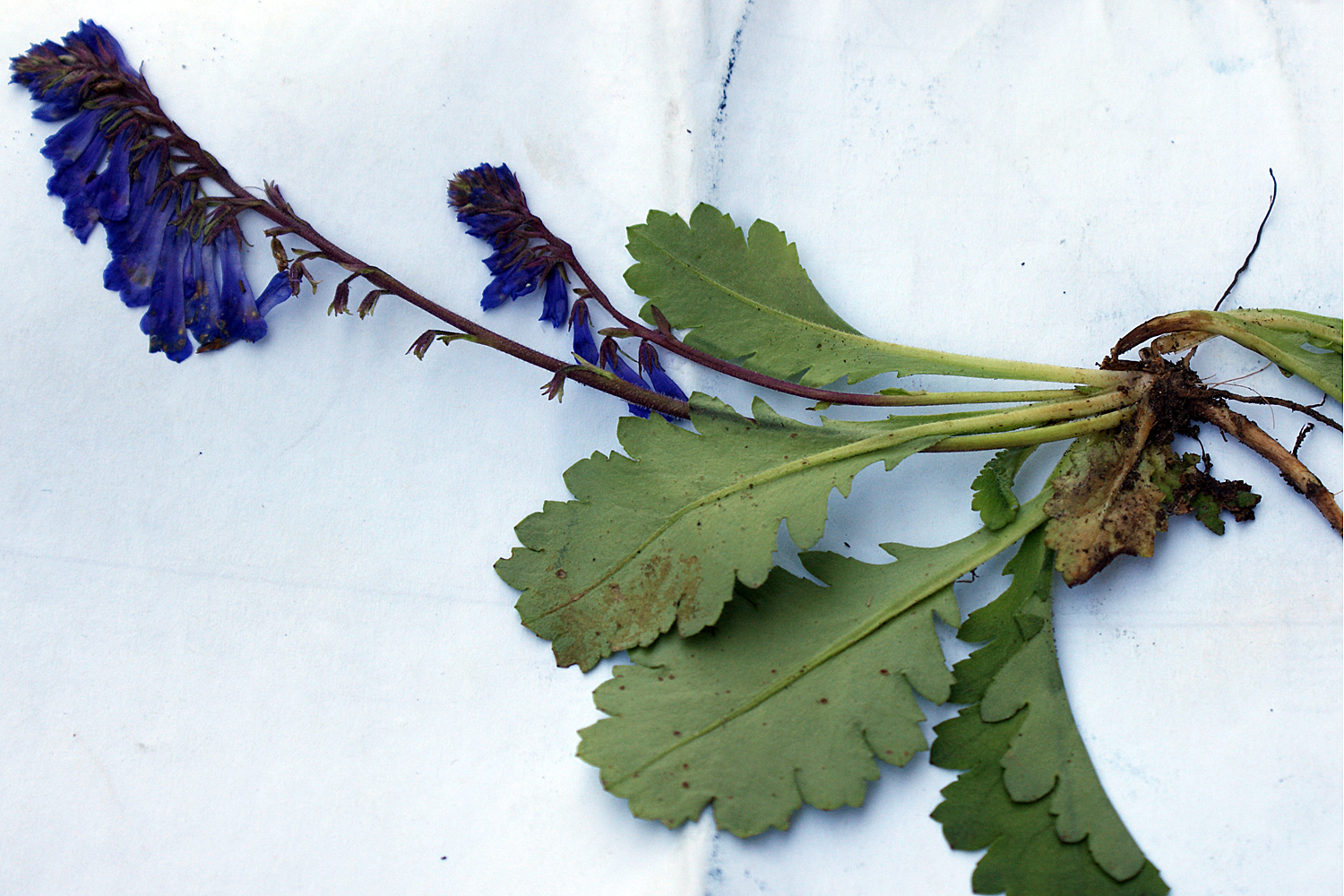
Wulfenia baldaccii, o specie endemică

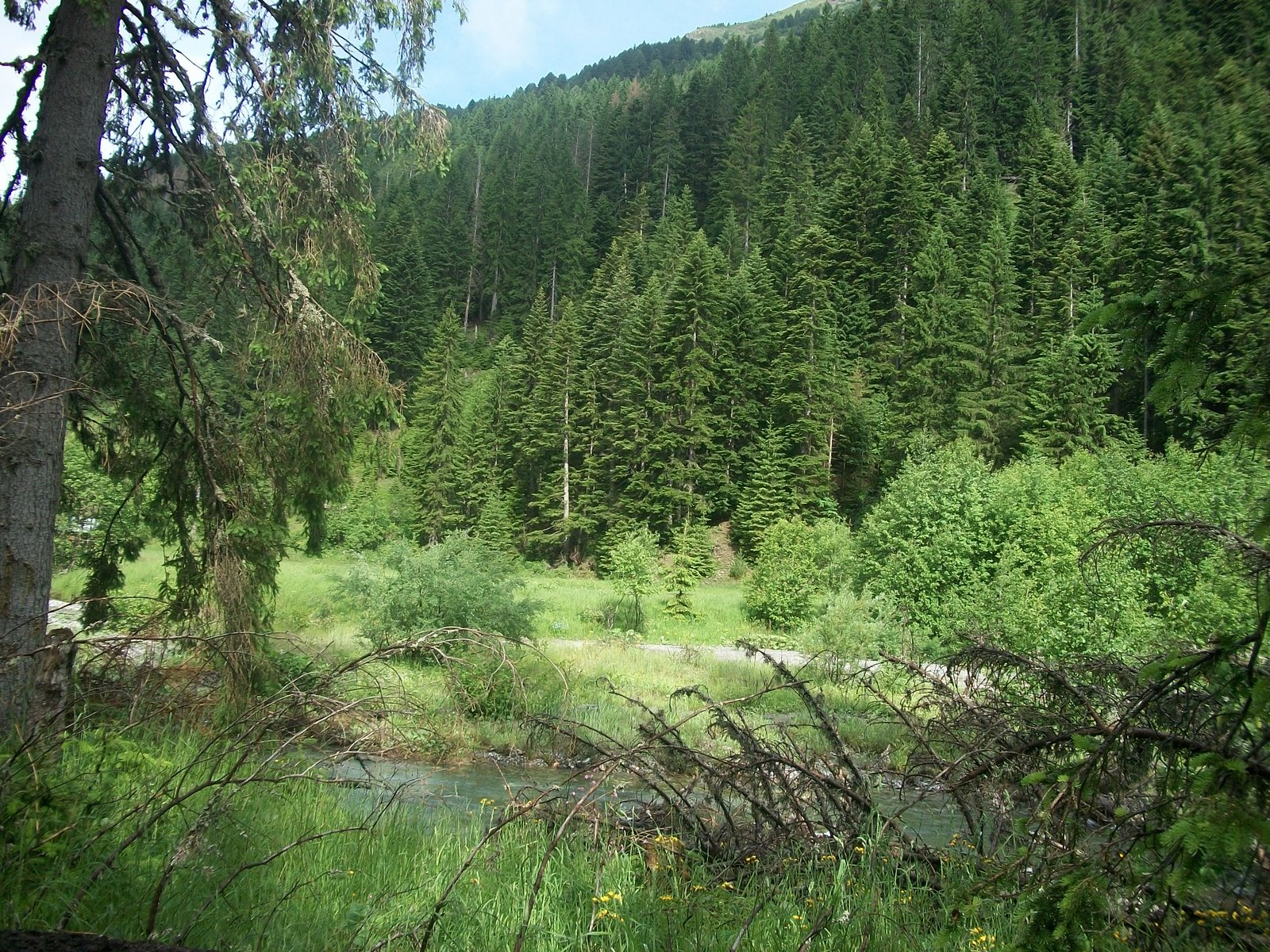
Păduri vechi în jurul Gjeravicei

Vegetația lanțului Prokletije este printre cele mai bogate din Peninsula Balcanică și una din principalele regiuni ale florei din Europa Centrală. Până în prezent, 1611 plante sălbatice au fost descrise numai în partea albaneză. În total, 50 de specii de floră sunt specii de plante endemice, sub-endemice și pe cale de dispariție. Marginea sudică a munților are un caracter sub-mediteranean. Diferite tufărișuri mereu verzi se găsesc în văile cele mai adânci ale defileurilor și ale pantelor însorite, iar în văile mai înalte sunt comuni arbuștii de foioase Shibljak. În munți se găsesc peste 100 de plante medicinale, inclusiv speciile din genul Primula, Satureja și Sideritis. Din cauza altitudinii și habitatului său favorizat, lanțul este unul dintre centrele arcto-alpine ale florei relicte din Peninsula Balcanică. Din cele 77 de specii arcto-alpine ale fostei flore glaciare de pe Peninsula Balcanică, în Prokltije se găsesc peste 50 de specii. Pădurile de fag, brad și de molid domină zonele montane. Cu toate acestea, se găsesc rar specii din Europa de Nord, de obicei pinul de pădure Pinus sylvestris.  Pinul negru Pinus nigra mediteranean rezistent la secetă este de asemenea comun. Plopul tremurător Populus tremula crește în locuri umede, alături de paltinul de munte Acer pseudoplatanus și molidul Picea abies. Prokletije este una dintre cele mai sudice zone unde molidul crește în Europa. „Zonele de luptă” ale pădurii sunt formate din tufărișuri de jneapăn (pin de munte) Pinus mugos.
O peluză de iarbă albastră de Seslerion juncifoliae crește în zonele alpine și pe soluri de calcar de mică adâncime se găsește Oxytropidion dinaricae. Printre alte plante se numără ochiul boului de munte Aster alpinus, floarea-reginei Leontopodium alpinum și argințica Dryas octopetala. Aceste plante sunt plante alpine atipice care sunt adaptate special pentru un sezon scurt de vegetație, radiații ultraviolete și soluri reci și subțiri.
Flora din zonele stâncoase ale lanțului muntos Prokletije este deosebit de remarcabilă, deoarece este formată din specii rare și endemice, inclusiv relicva terțiară Amphoricarpos neumayeri. Multe specii de floră sunt fie endemice, fie se găsesc în principal în Prokletije. Plantaginaceae se găsește în centrul lanțului muntos Prokletije ca o variantă a alpinei Wulfenia, dar care la 700 km distanță nu crește. Petasites doerfleri se găsește numai pe vârfurile Jezerca, iar crinul albanez Lilium albanicum și Viola ducagjinica se găsesc numai în partea superioară a versantului Maja Radohimës. De remarcat, de asemenea, este Viola vilaensis Hayek. Viola chelmea aparține unei specii de viole care crește în zona de frontieră dintre Muntenegru și Albania, în special lângă Lacul Bukumirsko Jezero, la 2100 de metri, și se mai întâlnește doar în Asia Mică și în Balcani. Prokletije este, de asemenea, singura zonă europeană în care crește relicva terțiară Forsythia europaea.

## Faună

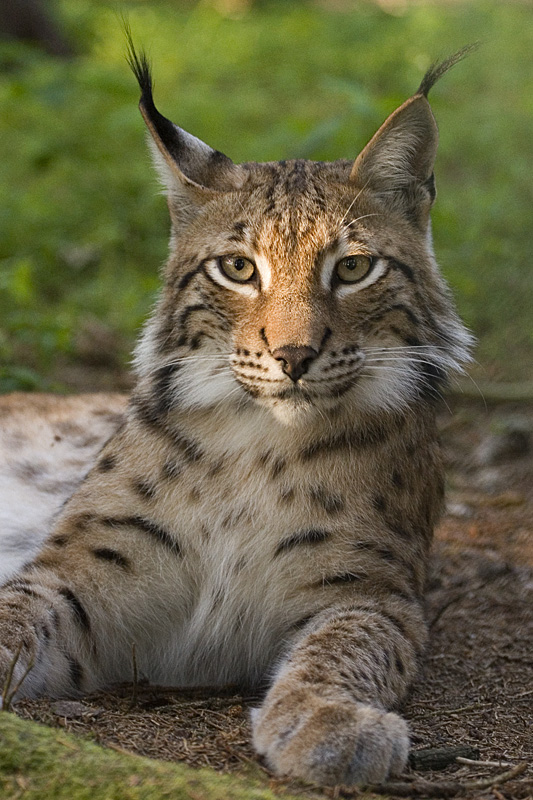
Râsul este unul dintre cei mai mari prădători din zonă

Specii de mamifere mari care au dispărut de mult în alte regiuni se găsesc aici, cum ar fi ursul brun euroasiatic, lupul cenușiu, vulpea roșie, pisica sălbatică europeană, cerbul lopătar, căprioara, căprioara europeană, mistrețul si vidra europeană.
Râsul balcanic pe cale de dispariție, o subspecie a râsului eurasiatic, se găsește în principal în Parcul Național Thethi, unde circa 20-50 de animale continuă să trăiască, deși braconajul este încă o amenințare majoră. Caprele negre se găsesc la altitudini mari. Aproximativ 720 de capre negre trăiesc numai la granița dintre Kosovo și Muntenegru. Există speculații că muflonul a trăit în Prokletije până la primul război mondial, când a dispărut.
Printre speciile de păsări se numără acvila de munte, vulturul Circaetus, viesparul, șoimul călător, cocoșul de munte, potârnichea de stâncă, bufnița Otus, vulturul euroasiatic și cinghița alpină.
Râurile sunt casa unui număr tot mai mare de păstrăvi de marmură Salmo marmoratus. Printre amfibieni se află salamandra alpină (habitat sudic), salamandra, broasca cu burtă galbenă și bombina. Herpetofauna bogată include șopârla de gard, gușterul, broasca țestoasă grecească Testudo graeca și șerpi, cum ar fi otrăvitoarele viperide.
Până în prezent au fost găsite 140 de specii de fluturi, ceea ce face ca Prokletije să fie cea mai bogată zonă din Europa în privința fluturilor. Prokletije are o specie endemică de șopârlă, șopârla Prokletije sau Dinarolacerta montenegrina, numită după acest lanț montan.

## Primele escaladări
Alpiniștii britanici Sleeman, Elmalie și Ellwood au fost primii care au ajuns pe vârful muntelui Maja Jezercë la 26 iulie 1929. Ani mai târziu, alpiniști austrieci au escaladat de asemenea muntele. Mulți exploratori și oameni de știință au vizitat Prokletije, colectând roci și mostre pentru a fi expuse în muzee.
Înainte de oricare dintre aceste expediții, cel mai înalt vârf al lanțului era considerat a fi Shkëlzen cu 2.407 metri, urmat de Maja Radohimës cu 2.570 de metri. Până la începutul verii 1929, toate vârfurile lanțului au fost măsurate de geodezii italieni.

## Parcuri naționale

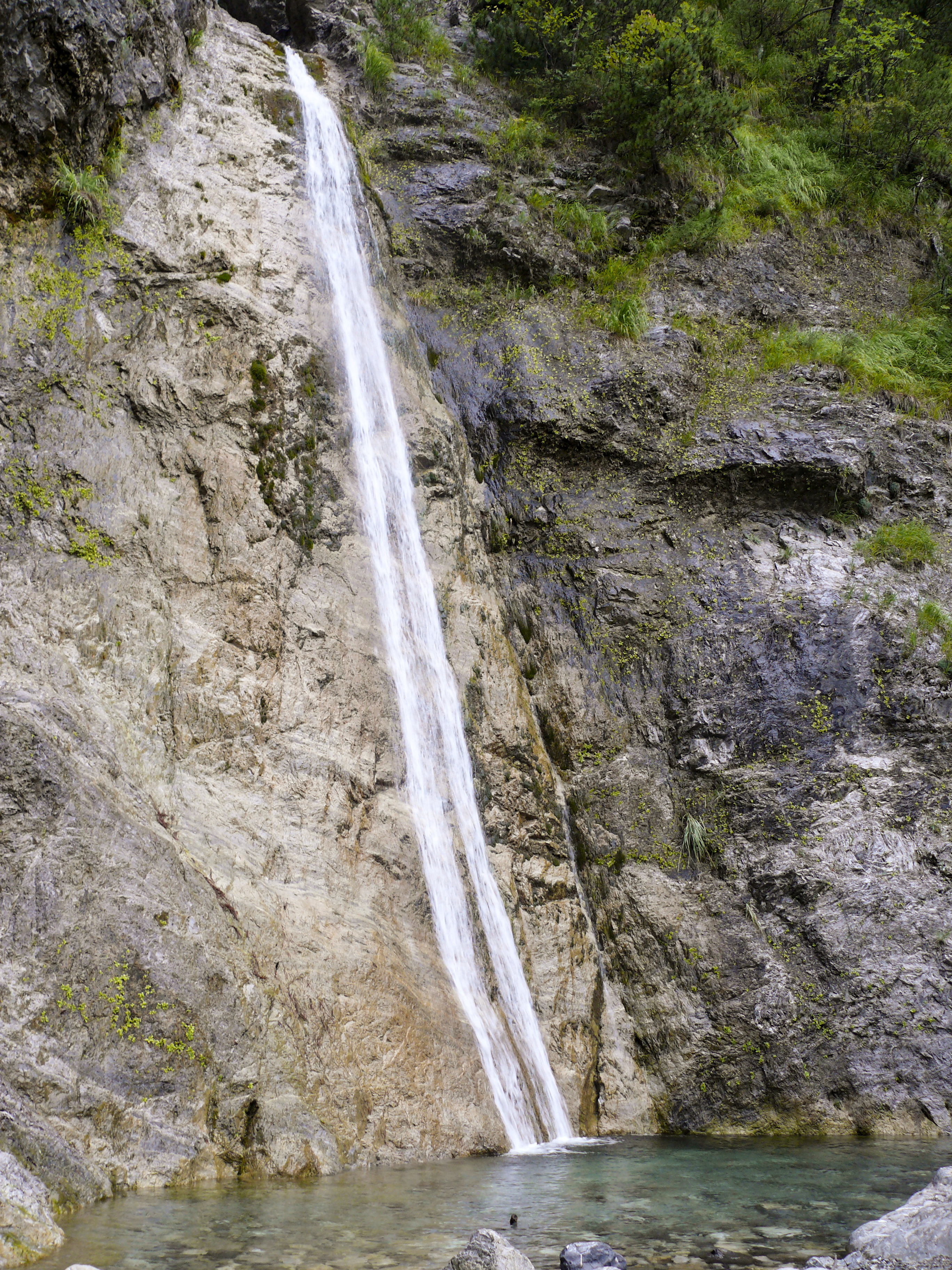
Cascada Grunas în Parcul Național Thethi

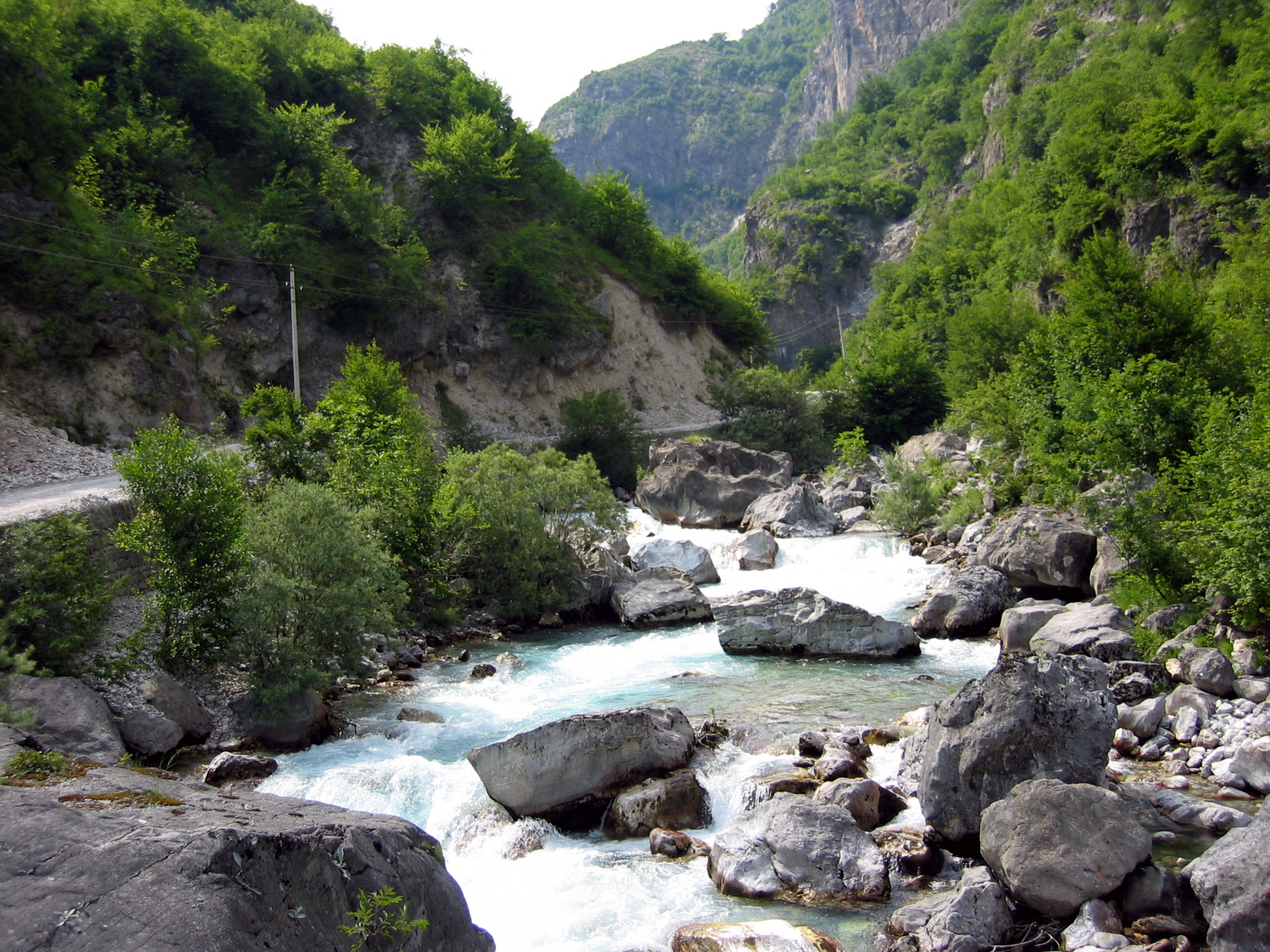
Râul Valbona din Parcul Național Valea Valbonei

Există trei parcuri naționale în Prokletije — unul în Muntenegru și două în Albania. Un al patrulea parc național a fost propus pentru Kosovo. Parcul Național Theth (Parku Kombëtar i Thethit) din Albania a fost desemnat în 1966 și acoperă o suprafață de 2.630 de hectare de-a lungul râului Thethi. Atracția principală a parcului este cascada Grunas. Parcul Național Valea Valbonei din Albania a fost desemnat în 1996 și acoperă 8 000 de hectare, inclusiv Valea Valbonei și râul Valbona. Acest parc este numit și Bijuteria Albaniei. Kosovo, Albania și Muntenegru intenționează să creeze un alt parc comun în zonă, care va fi numit Parcul Păcii din Balcani (Parku Ballkanik i Paqes).
Există planuri de mărire a Parcului Național din Alpii Albanezi, care să includă zonele Vermosh, Thethi, Valbona și Gashi, cu o suprafață totală uriașă de 86.000 de hectare. Parcul din partea kosovară ar include o suprafață de 50.000 de hectare, acoperind zonele alpine înalte, precum și Defileul Rugova și râurile importante. Partea muntenegreană din lanțul Prokletije a fost declarată parc național în 2009, cuprinzând o suprafață de 16.000 de hectare.
O parte din Munții Maja și Ropes a fost declarată rezervație montană florală în 1955, acoperind o suprafață de 25 de hectare, în principal pădurile de pin macedonean, de pin și de fag. În același an, zona Kozhnjar a fost declarată o rezervație a faunei, în special pentru a proteja caprele negre, acoperind o suprafață de 161 de hectare.
Defișarea ilegală este în prezent o problemă majoră. Într-o anumită măsură, chiar și parcurile naționale sunt afectate. În timpul verii uscate, incendiile forestiere sunt comune. Toate mamiferele mari, inclusiv lupi, capre negre, vulpi  și mistreți, dar și mustelide sunt vânate fără a se ține seama de limitele parcului național.

## Economie și transport

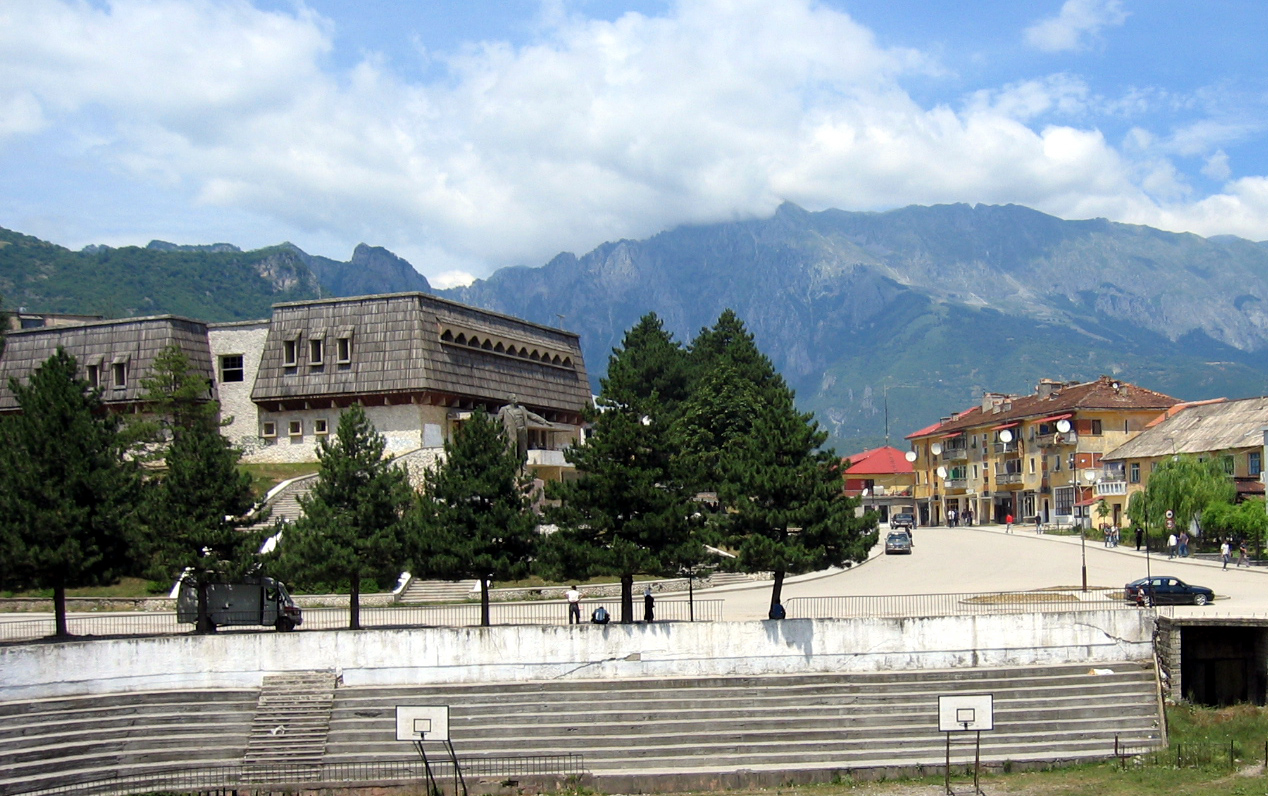
Vedere de la Bajram Curri cu munții din nordul orașului

Proketije este casă pentru albanezi, muntenegreni, sârbi și bosniaci, dar munții săi sunt slab populați. La poale există unele așezări: Koplik în Albania și Tuzi în Muntenegru, în vest, lângă Lacul Skadar; Plav și Gusinje în valea nordică a râului Lim din Muntenegru și Bajram Curri, orașul principal din Tropoja, în estul lanțului Prokletije. Chiar și orașele mai mari și mai îndepărtate, Shkodër, Podgorica, Đakovica și Peć, își creează sfera lor de influență și sunt vizitate frecvent de locuitorii din zonele muntoase pentru comisioane, proceduri administrative și vânzări de piață. 

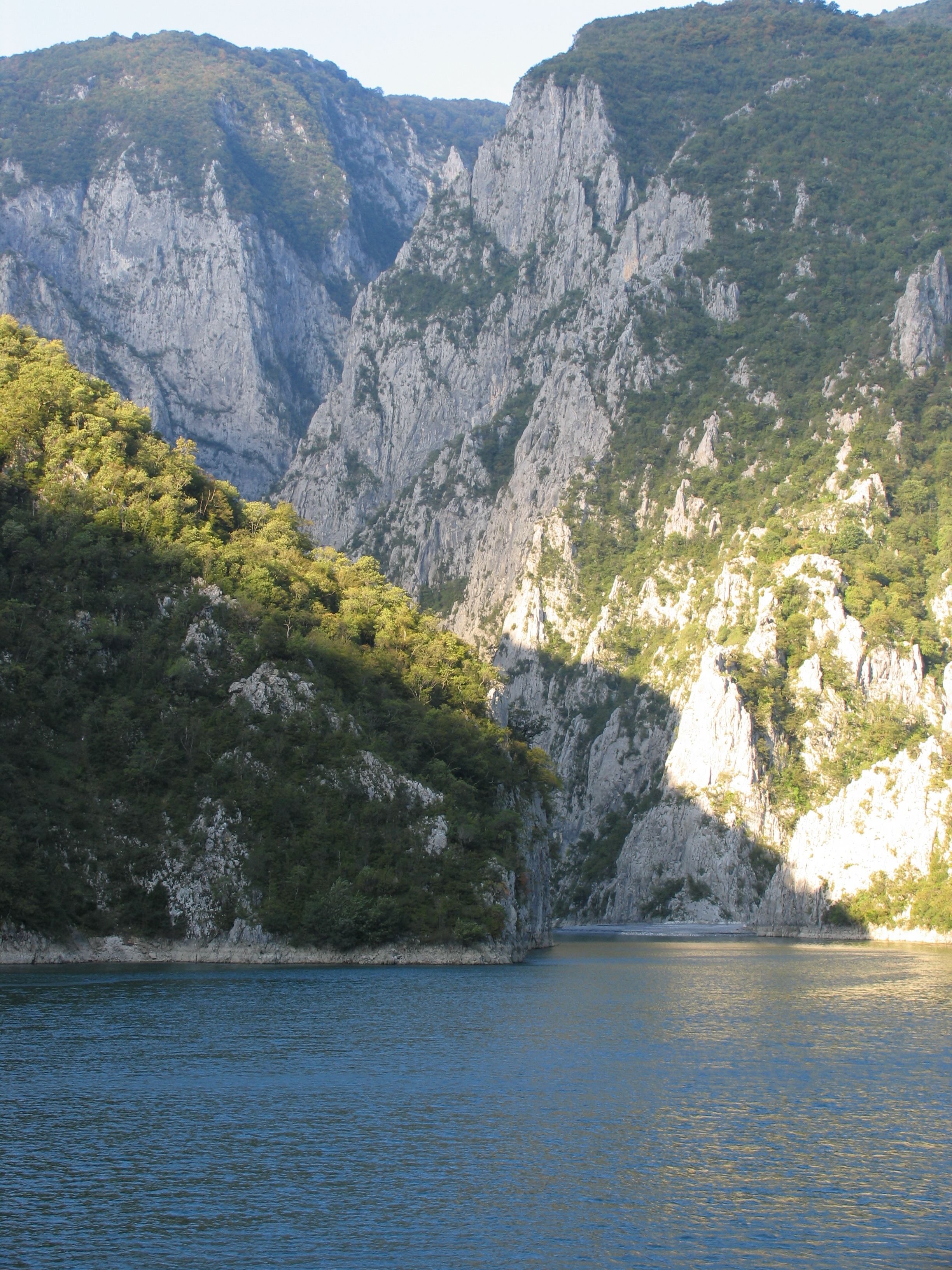
Cheile Koman servesc drept rută de transport pentru feriboturi

Pe lângă migrația sezonieră, întreaga zonă montană suferă de o plecare a intelectualilor, deoarece singurul venit care este agricol este limitat. Mulți pleacă pentru a căuta un loc de muncă și puțin mai mult confort în regiunea Shkodra și Koplik, în Tirana sau în străinătate.  În timp ce populația se diminuează pe măsură ce terenul devine mai puțin accesibil, există puțini angajați ai statului sau ai administrației locale, cum ar fi profesorii. Veniturile locale provin din agricultură, silvicultura semi-ilegală și turism.
Câteva locuri, ca de exemplu turismul din Theth, au fost revitalizate cu ajutorul drumețiilor de agrement. Cu ajutorul GTZ, 40 de case particulare (denumite și case de oaspeți sau han în albaneză) au fost transformate în locuri de cazare sau hoteluri. În 2010 au fost disponibile 130 de paturi în total - cu 100 mai mult decât în 2007. În plus, traseele de drumeții au fost marcate și au fost publicate hărți de trasee și ghiduri de călătorie. În perioada 2006 - 2009, numărul turiștilor a crescut de la 300 la aproximativ 7500 pe an. Spre deosebire de restul Albaniei, creșterea s-a datorat turiștilor străini. Lacuri ca Plav și Hrid sunt vizitate de mulți turiști și în timpul lunilor de vară. În multe sate există mici hidrocentrale care le alimentează cu energie electrică.

### Transportul în Albania

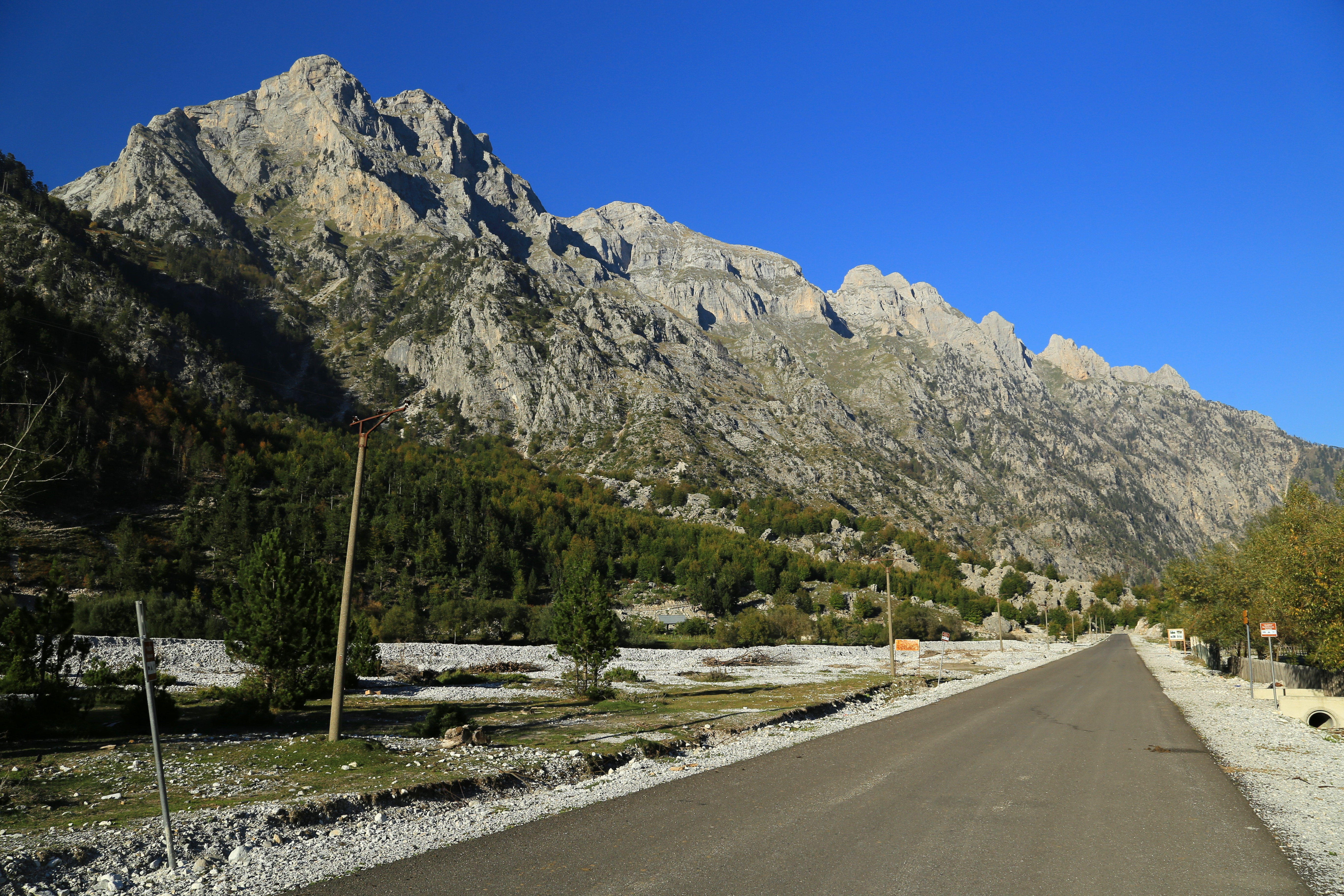
Autostrada Azem Hajdari din Valea Valbona, parte a Alpilor Albanezi

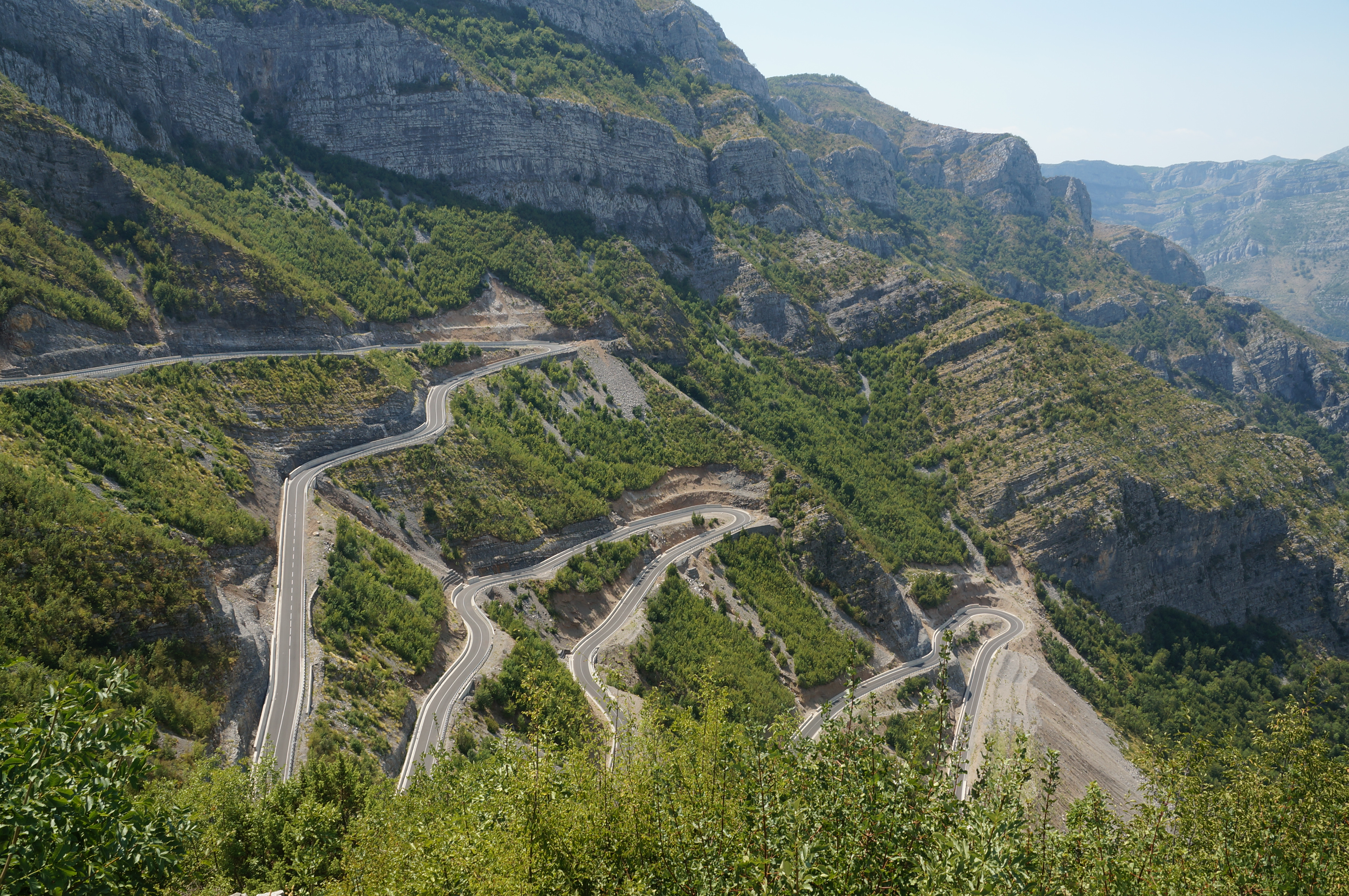
SH20 la Leqet e Hotit în regiunea Kelmend

Șoseaua SH20 traversează Prokletije în regiunea Kelmend din nord-vestul Albaniei, care se întinde de la malul estic al lacului Scutari, trece frontiera la Han i Hotit în Muntenegru, până la prima trecătoare din valea Cem. În 2015, segmentul SH20 dintre Hani Hotit și Tamare a fost pavat și modernizat la standarde europene.
De la vest spre est, există doar drumul SH21 pavat recent de la Koplik la Boga, în timp ce de la Qafa Thores la Theth drumul este încă în construcție și se află într-o stare proastă. De la Theth, există doar o bandă proastă de drum până la biserica din Valea Shala și doar un drum de țară de-a lungul râului duce spre Shkodra. Drumul rutier SH22 de la Qafa e Morinës spre Bajram Curri după Đakovica a fost reconstruit. În trecut, singura cale de trecere a frontierei dintre Muntenegru și Kosovo era prin Defileul Rugova, drum care era foarte periculos și abrupt. Odată cu construcția autostrăzii Peć - Rožaje situația s-a îmbunătățit considerabil. În plus, drumul SH42 care duce la Razem dinspre SH21 a fost, de asemenea, recent reconstruit.
Din punct de vedere istoric, un traseu de caravană între Podgorica și Plav a traversat munții de-a lungul orașului Lim și Cijevna.

## Literatură
- Boenzi Federico, Giovanni Palmentola: "Glacial Features and Snow-Line Trend During the Last Glacial Age in the Southern Apennines (Italia) and on Albanian and Greek Mountains", in: Journal of Geomorphology, 41, 21-29, Berlin 1997.
- Cook, Steve and Marash Rakaj. "Social Changes in the Albanian Alps During Communism". Middle States Geographer 28, 1995:84-90.
- Jovan Cvijić : "Ice Age in Prokletije and Surrounding Mountains". The - Glass SKAN, XCI, Belgrade 1913th (Original: Cvijic, J. 1921: Ledeno doba u i Prokletijama okolnim planinama .- Glasnik Srpske Akad Kraljevske XCL, 1913, XCIII.)
- Jovan Cvijić: Geomorphology I-II, Belgrade 1924/26.
- Edith Durham : High Albania, Londra 1909
- Helmut Eberhart, Karl Kaser (Editor): Albania - Tribal Life between Tradition and Modernity, Böhlau Verlag, Viena 1995, ISBN: 3-205-98378-5
- Rose Wilder Lane: Peaks of Shala, Harper & Brothers: New York, 1923.
- Milovan Milivojevića, Ljubomir Menkovića and Jelena Calic: "Pleistocene Glacial Relief of the Central Part of Mt Prokletije". In: Quaternary International, v. 190, 1, 1 November 2008, 112-122
- Franz Nopcsa : Geography and Geology of Northern Albania, Institutum Regni Hungariae Geologicum, Budapesta 1929
- Christian Zindel, Barbara House Amman: Hiking North Albania - Thethi and Kelmend, Huber Verlag, Munich 2008, ISBN: 978-3-940686-19-0

### Academice
Materiale media legate de Prokletije la Wikimedia Commons
- La Wikivoyage găsiți un ghid turistic despre Prokletije

- Prokletije pe BirdLife
- Parcurile de pace din Prokletije
- Muntenegru Prokletije
- Prokletije la summitpost.org
- GTZ. Cooperarea reușită - Rezultate durabile: Exemple din Europa, Caucaz și Asia Centrală, Berlin, 2010

### Turism
- Proiectul Albanez Challenge
- Călătorie spre Valbona din Albania
- Discovery Kelmend & Shkrel în Albania Arhivat în 29 iunie 2012, la Wayback Machine.
- Prokletije National Park. Ghid de călătorie în Muntenegru Arhivat în 12 iulie 2019, la Wayback Machine.
- Tururi organizate în Alpii Albanezi
- Peaks of the Balkans Project
- Rugova Canyon. Ghid de călătorie în Kosovo Arhivat în 8 martie 2013, la Wayback Machine.

### Articole de știri
- Ottery, James (26 mai 2015). „Epic Walks: the Accursed Mountains, Albania”. Telegraph.
- Neville, Tim (29 martie 2013). „Hiking Beyond Borders in the Balkans”. New York Times. Accesat în 31 martie 2013.
- Knott, Jonathan (18 mai 2012). „Walking in Albania's 'Accursed Mountains'”. The Guardian. Accesat în 26 mai 2012.
- fr  Rue, Geraldine (20 martie 2017). „Le charme des Balkans dans les Alpes albanaises #1”. Le Monde. Arhivat din original la 29 iunie 2019. Rue, Geraldine (20 martie 2017). „Le charme des Balkans dans les Alpes albanaises #1”. Le Monde. Arhivat din original la 29 iunie 2019. Rue, Geraldine (20 martie 2017). „Le charme des Balkans dans les Alpes albanaises #1”. Le Monde. Arhivat din original la 29 iunie 2019.